# Чемпионат Северной, Центральной Америки и Карибского бассейна по волейболу среди женщин 2005
19-й чемпионат Северной, Центральной Америки и Карибского бассейна (NORCECA) по волейболу среди женщин прошёл с 6 по 11 сентября 2005 года в Порт-оф-Спейне (Тринидад и Тобаго) с участием 8 национальных сборных команд. Чемпионский титул в 5-й раз в своей истории и в 3-й раз подряд выиграла сборная США.

## Команды-участницы
Барбадос, Доминиканская Республика, Канада, Куба, Мексика, Пуэрто-Рико, США, Тринидад и Тобаго.

## Система проведения чемпионата
8 команд-участниц на предварительном этапе разбиты на две группы. Победители групп напрямую выходят в полуфинал плей-офф. Команды, занявшие в группах 2-е и 3-и места, выходят в четвертьфинал и определяют ещё двух участников полуфинала. Полуфиналисты по системе с выбыванием определяют призёров первенства. Итоговые 5—6-е и 7—8-е места разыгрывают соответственно проигравшие в 1/4-финала и худшие команды в группах.

## Предварительный этап

### Группа А
| М | Команда                  | 1   | 2   | 3   | 4   | И | В | П | С/П | О |
| - | ------------------------ | --- | --- | --- | --- | - | - | - | --- | - |
| 1 | Пуэрто-Рико              |     | 3:0 | 3:0 | 3:0 | 3 | 3 | 0 | 9:0 | 6 |
| 2 | Доминиканская Республика | 0:3 |     | 3:0 | 3:0 | 3 | 2 | 1 | 6:3 | 5 |
| 3 | Барбадос                 | 0:3 | 0:3 |     | 3:1 | 3 | 1 | 2 | 3:7 | 4 |
| 4 | Тринидад и Тобаго        | 0:3 | 0:3 | 1:3 |     | 3 | 0 | 3 | 1:9 | 3 |

6 сентября: Доминиканская Республика — Барбадос 3:0 (25:14, 25:12, 25:12); Пуэрто-Рико — Тринидад и Тобаго 3:0 (25:14, 25:9, 25:6).
7 сентября: Пуэрто-Рико — Барбадос 3:0 (25:10, 25:10, 25:5); Доминиканская Республика — Тринидад и Тобаго 3:0 (25:8, 25:20, 25:10).
8 сентября: Пуэрто-Рико — Доминиканская Республика 3:0 (25:23, 25:21, 25:22); Барбадос — Тринидад и Тобаго 3:1 (25:22, 23:25, 25:20, 25:9).

### Группа В
| М | Команда | 1   | 2   | 3   | 4   | И | В | П | С/П | О |
| - | ------- | --- | --- | --- | --- | - | - | - | --- | - |
| 1 | Куба    |     | 3:0 | 3:0 | 3:0 | 3 | 3 | 0 | 9:0 | 6 |
| 2 | США     | 0:3 |     | 3:1 | 3:0 | 3 | 2 | 1 | 6:4 | 5 |
| 3 | Канада  | 0:3 | 1:3 |     | 3:0 | 3 | 1 | 2 | 4:6 | 4 |
| 4 | Мексика | 0:3 | 0:3 | 0:3 |     | 3 | 0 | 3 | 0:9 | 3 |

6 сентября: Куба — Мексика 3:0 (25:18, 25:18, 25:20); США — Канада 3:1 (22:25, 25:17, 25:22, 25:14).
7 сентября: США — Мексика 3:0 (25:4, 25:22, 25:16); Куба — Канада 3:0 (25:21, 25:18, 25:18).
8 сентября: Канада — Мексика 3:0 (25:17, 25:22, 25:15); Куба — США 3:0 (25:13, 25:22, 25:16).

## Матч за 7-е место
9 сентября
Мексика — Тринидад и Тобаго 3:0 (25:10, 25:21, 25:12)

## Плей-офф

### Четвертьфинал
9 сентября
Доминиканская Республика — Канада 3:0 (25:22, 25:19, 25:14)
США — Барбадос 3:0 (25:16, 25:9, 25:5)

### Матч за 5-е место
10 сентября
Канада — Барбадос 3:0 (25:20, 25:10, 25:14)

### Полуфинал
10 сентября
США — Пуэрто-Рико 3:0 (25:18, 25:18, 25:18)
Куба — Доминиканская Республика 3:0 (25:12, 25:12, 25:18)

### Матч за 3-е место
11 сентября
Доминиканская Республика — Пуэрто-Рико 3:0 (25:19, 25:19, 25:13)

### Финал
11 сентября
США — Куба 3:2 (25:13, 22:25, 27:25, 20:25, 15:10)

## Итоги

### Положение команд
| США                      |
| Куба                     |
| Доминиканская Республика |
| 4. Пуэрто-Рико           |
| 5. Канада                |
| 6. Барбадос              |
| 7. Мексика               |
| 8. Тринидад и Тобаго     |

### Призёры
США: Даниэль Скотт, Тайиба Хэниф, Линдси Берг, Сара Друри, Элизабет Бэчмэн, Кэтрин Уилкинс, Кассандра Бьюсс, Терезе Кроуфорд, Робин А Моу-Сантос, Нэнси Метколф, Николь Дэвис, Дженнифер Джойнс. Главный тренер — Лан Пин.
  Куба: Юмилка Руис Луасес, Янелис Сантос Алленье, Нэнси Каррильо де ла Пас, Майбелис Мартинес Адлум, Дайми Рамирес Эчеварриа, Яйма Ортис Чарро, Рачел Санчес Перес, Лиана Меса Луасес, Росир Кальдерон Диас, Кения Каркасес Опон, Юсидей Силье Фромета, Сойла Баррос Фернандес. Главный тренер — Луис Фелипе Кальдерон Блет.
  Доминиканская Республика: Аннерис Варгас Вальдес, Юделкис Баутиста, Дайана Бургос Эррера, Алехандра Касо Сьерра, София Мерседес Эредиа, Хуана Гонсалес Санчес, Карла Эченике, Синди Рондон Мартинес, Присилла Ривера Бренс, Косири Родригес Андино, Кения Морета Перес, Бетания де ла Крус де Пенья. Главный тренер — Франсиско Крус Хименес.

### Индивидуальные призы
MVP:  Нэнси Метколф
Лучшая нападающая:  Сойла Баррос Фернандес
Лучшая блокирующая:  Синди Рондон Мартинес
Лучшая на подаче:  Нэнси Каррильо де ла Пас
Лучшая в защите:  Анни Левек
Лучшая на приёме:  Аурея Крус
Лучшая связующая:  Линдси Берг
Лучшая либеро:  Алехандра Касо Сьерра
Самая результативная:  Тайиба Хэниф